# Retascón
Retascón – gmina w Hiszpanii, w prowincji Saragossa, w Aragonii, o powierzchni 25,16 km². W 2011 roku gmina liczyła 70 mieszkańców.